# Nestor Armond Junior
Nestor Armond Junior ou simplesmente Nestor, (Niterói, 15 de março de 1929 — Rio de Janeiro, 16 de maio de 2021) foi um futebolista brasileiro que atuou como zagueiro.

## Carreira
Nestor atuou no Fluminense entre 2 de abril de 1950 e 16 de maio de 1954, tendo disputado 38 jogos pelo Tricolor, com 23 vitórias, 8 empates e 7 derrotas, não marcando gols. Após saída do Fluminense, jogou pelo America-RJ.
Na conquista da Copa Rio de 1952, Nestor participou da partida final, que terminaria por dar o título de campeão ao Flu, entrando no lugar de Pinheiro.

## Morte
Morreu em 16 de maio de 2021 de insuficiência respiratória.

## Títulos
Fluminense
- Copa Rio: 1952
- Taça Embajada de Brasil (Peru): 1950 (Sucre versus Fluminense)
- Taça Comite Nacional de Deportes (Peru): 1950 (Club Alianza Lima versus Fluminense)
- Taça General Manuel A. Odria (Peru): 1950 (Seleção de Arequipa versus Fluminense)
- Taça Adriano Ramos Pinto: 1952 (Copa Rio - Fluminense versus Corinthians)
- Taça Cinquentenário do Fluminense: 1952 (Copa Rio - Fluminense versus Corinthians)
- Taça Milone: 1952 (Copa Rio - Fluminense versus Corinthians)
- Campeonato Carioca: 1951
- Torneio José de Paula Júnior: 1952
- Copa das Municipalidades do Paraná: 1953
- Taça Secretário da Viação de Obras Públicas da Bahia: 1951 (Esporte Clube Bahia versus Fluminense)
- Taça Madalena Copello: 1951 (Fla-Flu)